# Пауло Эдуардо
Пауло Эдуардо Феррейра Годиньо (порт. Paulo Eduardo Ferreira Godinho; род. 14 февраля 2002, Анаполис, Гояс) — бразильский футболист, центральный защитник латвийской «Риги».

## Биография
Пауло Эдуардо родился 14 февраля 2002 года в бразильском городе Анаполис.
Занимался футболом в «Анаполисе» (2012—2016) и «Крузейро» (2016—2021). В 2018 году провёл 1 матч за сборную Бразилии среди юношей до 17 лет.
Играет на позиции центрального защитника. В 2020—2022 годах выступал за «Крузейро» в бразильской Серии Б, однако не закрепился в составе: в первом сезоне провёл 6 матчей, во втором — 3, в третьем — ни одного.
В 2022 году перебрался в португальскую «Санта-Клару», в составе которой провёл в сезоне-2022/23 8 матчей в Примейре.
В 2023 году перешёл в бразильский «Гремио Новуризонтино». Выступая на правах аренды, сыграл 5 матчей в Серии Б. В 2024 году перешёл в клуб по полноценному контракту, однако не сыграл ни одного поединка в чемпионате. С марта по июль на правах аренды играл в Серии C за «Сан-Бернардо».
В сезоне-2024/25 снова выступал в Португалии за «Алверку», провёл 15 матчей во второй лиге.
В апреле 2025 года перебрался в латвийскую «Ригу».